# Tetramesa airae
Tetramesa airae är en stekelart som först beskrevs av Diederich Franz Leonhard von Schlechtendal 1891.  Tetramesa airae ingår i släktet Tetramesa och familjen kragglanssteklar. Arten är reproducerande i Sverige. Inga underarter finns listade i Catalogue of Life.